# Ртина
Ртина (хорв. Rtina) — населений пункт у Хорватії, в Задарській жупанії у складі громади Ражанаць.

## Населення
Населення за даними перепису 2011 року становило 452 осіб.
Динаміка чисельності населення поселення:

## Клімат
Середня річна температура становить 14,34 °C, середня максимальна – 27,40 °C, а середня мінімальна – 1,56 °C. Середня річна кількість опадів – 933 мм.
| Клімат поселення                              | Клімат поселення | Клімат поселення | Клімат поселення | Клімат поселення | Клімат поселення | Клімат поселення | Клімат поселення | Клімат поселення | Клімат поселення | Клімат поселення | Клімат поселення | Клімат поселення | Клімат поселення |
| Показник                                      | Січ.             | Лют.             | Бер.             | Квіт.            | Трав.            | Черв.            | Лип.             | Серп.            | Вер.             | Жовт.            | Лист.            | Груд.            |                  |
| Середній максимум, °C                         | 9,68             | 10,44            | 12,80            | 16,53            | 21,63            | 25,48            | 27,40            | 27,30            | 23,02            | 18,44            | 13,10            | 10,28            |                  |
| Середня температура, °C                       | 5,62             | 6,39             | 8,72             | 12,48            | 17,57            | 21,41            | 24,13            | 24,02            | 19,73            | 15,14            | 9,83             | 6,98             |                  |
| Середній мінімум, °C                          | 1,56             | 2,32             | 4,67             | 8,43             | 13,52            | 17,34            | 20,86            | 20,72            | 16,46            | 11,87            | 6,53             | 3,70             |                  |
| Норма опадів, мм                              | 76               | 66               | 69               | 75               | 71               | 60               | 36               | 54               | 105              | 114              | 110              | 97               |                  |
| Середньомісячна швидкість вітру, м/с          | 2.90             | 3.00             | 3.16             | 3.00             | 2.60             | 2.40             | 2.50             | 2.40             | 2.54             | 2.70             | 3.24             | 3.11             |                  |
| Середньомісячна сонячна радіація, кДж/м²·день | 4833             | 7564             | 11173            | 15998            | 20300            | 22505            | 24288            | 21084            | 15318            | 9690             | 5292             | 4082             |                  |
| --------------------------------------------- | ---------------- | ---------------- | ---------------- | ---------------- | ---------------- | ---------------- | ---------------- | ---------------- | ---------------- | ---------------- | ---------------- | ---------------- | ---------------- |
| Джерело:                                      |                  |                  |                  |                  |                  |                  |                  |                  |                  |                  |                  |                  |                  |